# 加利納鎮區 (內布拉斯加州迪克森縣)
加利納鎮區（英語：Galena Township）是位於美國內布拉斯加州迪克森縣的一個行政鎮區。

## 地方資料
加利納鎮區的面積為93.20平方千米，當中陸地面積為93.02平方千米，而水域面積為0.18平方千米。根據2020年美國人口普查的數據，當地共有人口244人，而人口密度為每平方千米2.62人。